# محول الطاقة الحيوية
محول الطاقة الحيوية يحول الإشارة البيوكيميائية إلى إشارة إلكترونية. حيث إنه يمنح المحساس البيولوجي الانتقائية والقدرة على التحديد. وإلى حد نموذجي تتكون محولات الطاقة الحيوية من جزءين رئيسيين؛ طبقة الإدراك البيولوجي ومحول الطاقة المادية.
وتحتوى طبقة الإدراك البيولوجي على إنزيم أو بروتين آخر ملزم مثل الجسم المضاد. ومن خلال استخدام سلاسل قَليلُ النُّوكليوتيد، وهي أجزاء شبه خلوية مثل العُضَيَّات (على سبيل المثال مايتوكوندريا (خلية مولدة للطاقة) وجهاز استقبال يحمل أجزاء (مثل جدار الخلية) وخلايا فردية كاملة وعدد صغير من الخلايا في السقالات الاصطناعية، أو شرائح نحيفة من أنسجة حيوان أو نبات، من الممكن أن تنشأ خلية إدراك بيولوجي. ويتصل محول الطاقة الفيزيائية على نحو نموذجي بطبقة الإدراك. وبالنسبة للتغير الكيميائي الفيزيائي الذي ينتج بواسطة طبقة الإدراك بفضل الحليلة (المادة التي يجرى تحليلها) يقاس بواسطة محول الطاقة.
وتتنوع محولات الطاقة الحيوية ما بين كهروكيميائية وبصرية وكهروضغطية وترانزستور حقلي. وبناء على نوع محول الطاقة الحيوية يمكن تصنيف المحسّسات البيولوجية كما هو موضح أدناه.

## محولات الطاقة الحيوية الكهروكيميائية
تدمج محولات الطاقة الحيوية الكهروكيميائية العلاقة بين حساسية محول الطاقة الكهروكيميائية ونوعية عملية الإدراك. 

وينتج عن التفاعلات في الكيمياء البيوكهربائية تيار قابل للقياس أو جهد كهربائي قابل للقياس أو تجمع الشحن أو قد تغير الخواص التوصيلية للوسيط. وبناء على هذه الحقيقة، يمكن تصنيف المحولات الحيوية الكهروكيميائية كأدوات لقياس التيار المار وأدوات لقياسِ الجُهْد وأدوات لقياس التيار الموصل. وفي التفاعل البيوكيميائي تقيس أدوات قياس التيار المار التيار الناشئ عن أكسدة أو اختزال الأجناس النشطة كهربائيًا. وتقيس أدوات قياس الجهد تراكم الجهد الكهربائي المشحون في القطب الكهربائي العامل. وتقيس أدوات قياس التوصيلية قدرة الحليلة على توصيل تيار كهربائي بين الأقطاب الكهربائية.
|                          | كهروكيميائي          | محول الطاقة الحيوية                   |                                   |
| ------------------------ | -------------------- | ------------------------------------- | --------------------------------- |
|                          | قياس التوصيلية       | قياس التيار المار                     | قياس الجهد.                       |
| الباراميتر القابل للقياس | التيار والمقاومة     | التيار                                | الجهد الكهربائي/الفولت            |
| الفولت المستخدم          | تيار متردد           | تيار مستمر                            | الفولت المرتفع                    |
| اختراع                   | ترانزستور حقلي+إنزيم | ترانزستور حقلي+إنزيم+2 أقطاب كهربائية | ترانزستور+إنزيم+أكسيد قطب كهربائي |
| الحساسية                 | منخفض                | مرتفع                                 |                                   |

## محولات الطاقة الحيوية البصرية
تستخدم محولات الطاقة الحيوية في الحساسات البيولوجية البصرية من أجل تحويل الإشارة وتستخدم الفوتونات لكي تجمع معلومات بشأن الحليلة. والتي تتمتع بقدر عال من الحساسية وهي عالية التحديد وصغيرة الحجم وفعالة من حيث التكلفة.
وتعتمد آلية اكتشاف محولات الطاقة البيولوجية على نظام إنزيمي يحول الحليلة إلى منتجات إما متأكسدة أو مختزلة في القطب العامل.
تُستخدم قاعدة اكتشاف الحقل سريع الزوال على نطاق شائع في نظام المحسس البيولوجي البصري كقاعدة تحويل. وهذه القاعدة هي واحدة من أكثر أساليب الاكتشاف حساسية. حيث تتيح اكتشاف الناقلات الفلورية على وجه الخصوص في مكان قريب من الليف البصري.

## ترانزستور حقلي يعتمد على محولات بيولوجية إلكترونية
يعرض الاستشعار البيولوجي الإلكتروني مزايا مهمة تفوق الأساليب البصرية والبيوكيميائية والبيوفيزيائية فيما يتعلق بالحساسية العالية وآليات الاستشعار الجديدة والتحديد المكاني العالي للكشف الموضعي والتكامل السطحي مع المعالجة القياسية لشبه الموصل ذي النطاق الرقيق والخالي من التسمية وكشف الزمن الحقيقي بأسلوب غير تدميري.
والأدوات التي تعتمد على ترانزستور ذي تأثير حقلي (ترانزستورات حقلية) جذبت اهتمامًا كبيرًا لأنه يمكن أن تنقل التفاعلات بشكل مباشر بين الجزيئات البيولوجية المستهدفة وسطح الترانزستورات الحقلية في إشارات إلكترونية مقروءة. وفي الترانزستور الحقلي يتدفق التيار عبر قناة متصلة بالمصدر والمصرف. توصيلية القناة بين المصدر والمصرف تنفتح وتُغلق بواسطة بوابة متقارنة من خلال طبقة عازل كهربائي رقيقة.
في الترانزستورات الحقلية التي تعتمد على الحساسات البيولوجية، تكون القناة متصلة بشكل مباشر بالبيئة وهذا يعطي تحكمًا أفضل على الشحنة السطحية. مما يحسن من حساسية سطح الترانزستور الحقلي الذي يعتمد على حساسات بيولوجية كأحداث بيولوجية تقع في سطح القناة يمكن أن تسفر عن تباين الجهد السطحي للقناة الخاصة بشبه الموصل ثم يعدل مواصلة القناة. إضافة إلى سهولة دمج رقاقة مصفوفات الجهاز واختراع جهاز فعال من حيث التكلفة، فإن الحساسية الفائقة السطحية للترانزستور الحلقي الذي يعتمد على حساسات بيولوجية تجعل منه بديلاً جذابًا لتقنيات المحسس البيولوجي الحالي.

## محولات الطاقة الحيوية الكهروضغطية
مصطلح “الكهروضغطية” مشتق من كلمة يونانية ‘piezen’ تعني «تضغط». تتكون محولات الطاقة الحيوية الكهروضغطية من عامل الإدراك البيولوجي مع عامل الكهروضغطية والذي عادة يكون بلورة كوارتز. 
أسلوب القياس في محولات الطاقة الحيوية الكهروضغطية يعتمد على تغير الضغط السطحي الذي يحدث بواسطة التزام محدد للجزيئات البيولوجية. بالمقارنة مع الحساسات الكهروكيميائية والحساسات البصرية، نجد أن الحساسات الكهروضغطية بها مميزات فريدة مثل آلية الاستشعار ذات النطاق المتعدد والتردد كمخرج لإشارة المحسس والاستقرار الجيد لدرجة الحرارة.